# Glabridorsum nepalense
Glabridorsum nepalense är en stekelart som beskrevs av Jonathan 2000. Glabridorsum nepalense ingår i släktet Glabridorsum och familjen brokparasitsteklar. Inga underarter finns listade i Catalogue of Life.